# Collotheca coronetta
Collotheca coronetta är en hjuldjursart som först beskrevs av Cubitt 1869.  Collotheca coronetta ingår i släktet Collotheca och familjen Collothecidae. Inga underarter finns listade i Catalogue of Life.